# Mnich (muntanya)
Mnich (en catalàː Monjo) és una muntanya de la serralada dels Tatra polonesos a sobre del llac Morskie Oko. Fa una alçada de 2.068 metres sobre el nivell del mar.
El pic Mnich es troba a la Dolina Rybiego Potoku (vall del rierol de peixos). Està envoltat per la vall més petita de Za Mnichem i la Mnichowy Zleb (la caiguda del Mnich). Format per granit, el Mnich té roques sòlides i grans plaques, especialment a la cara nord-est.

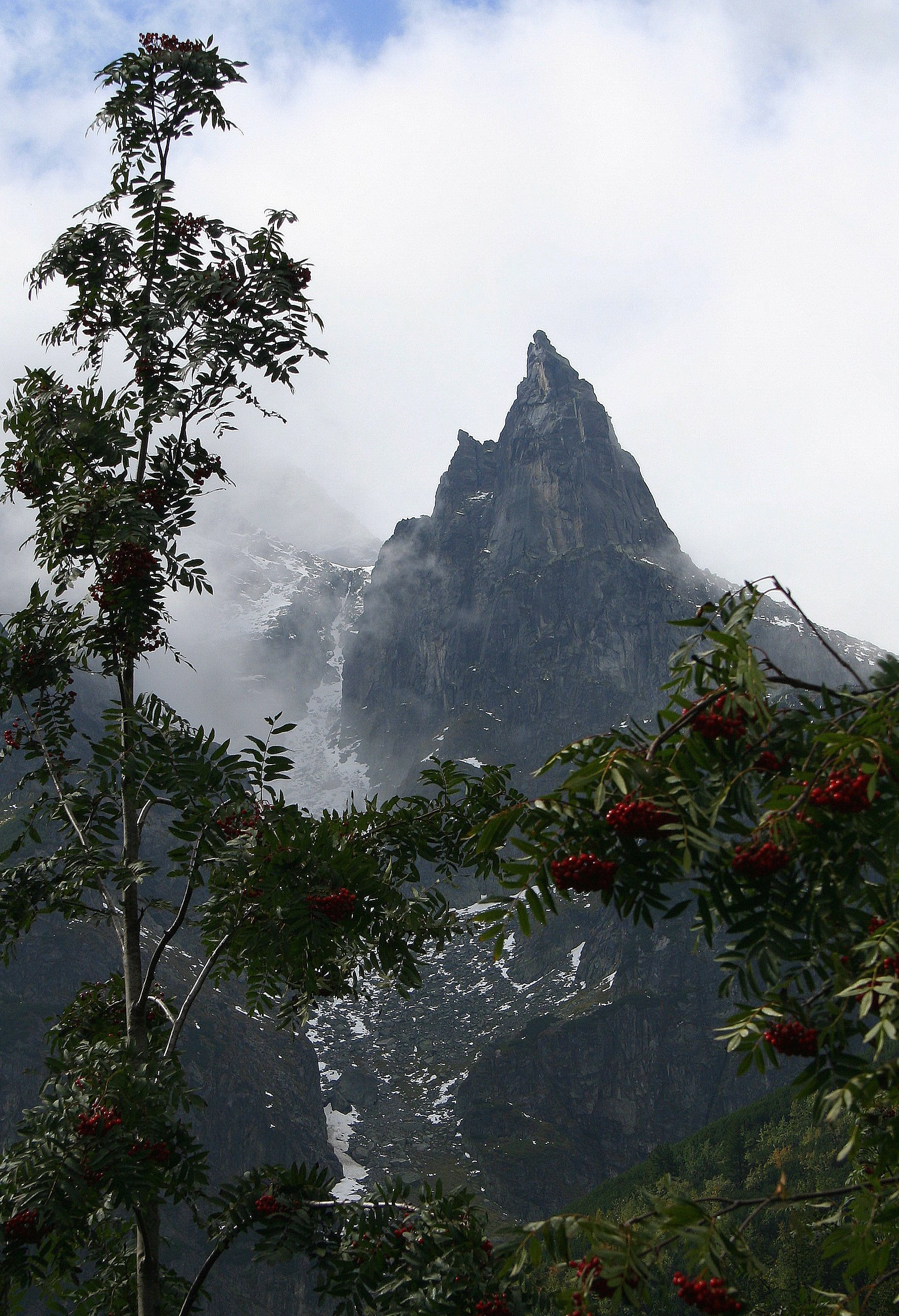
Mnich